# Lista de telenovelas exibidas no Globoplay Novelas
Esta é uma lista de telenovelas exibidas pelo Globoplay Novelas (intitulado Viva entre maio de 2010 a 8 de junho de 2025), é um canal de televisão por assinatura brasileiro que transmite produções produzidas e exibidas originalmente pela TV Globo.
Ao contrário do Vale a Pena Ver de Novo, da própria TV Globo, as telenovelas transmitidas no Viva geralmente são exibidas na íntegra, com às exceções de Bebê a Bordo e a temporada 1998 de Malhação, sendo as únicas exibições do canal a sofrerem cortes em seus capítulos; Terra Nostra, onde os direitos autorais para a exibição dos capítulos originais não foram acordados pela Globo, sendo exibida em versão internacional com 150 capítulos; além de Corpo a Corpo e Plumas e Paetês, que apesar dos capítulos da versão internacional terem a mesma quantidade dos capítulos da versão integral, ambas não se encontram mais disponíveis nos acervos da TV Globo, apesar destes possuírem menor duração.
Em 9 de junho de 2025, o Viva passou a se chamar Globoplay Novelas, em uma ação de rebranding de marca, não significando a extinção do canal, já que as tramas exibidas não tiveram as suas exibições interrompidas, sendo concluídas na nova emissora. Além disso, o canal passou a ter nove faixas de novelas no total, sendo 7 brasileiras e 2 estrangeiras.

## História
Nos seus primeiros anos, as produções eram exibidas de segunda a sexta-feira. Contudo, a partir de Água Viva, logo depois com História de Amor e posteriormente com A Viagem, os três horários de exibição de telenovelas passaram a ocupar mais um dia na grade de programação, passando assim a contar com seis capítulos semanais, indo de segunda até sábado, tal qual a exibição padrão da TV Globo. A partir do dia 17 de fevereiro de 2014, as novelas passaram a ser exibidas continuamente no horário da tarde, com a das 12h sendo exibida às 13h30, a das 16h15 sendo exibida às 14h30 e sendo mantido o horário das 15h30.
O horário pelo qual Vale Tudo estreou em 2010, foi o que mais se modificou. À 00h45 inicialmente, depois, com Roque Santeiro, à 00h15, com Rainha da Sucata, a partir do capítulo 10, à 00h00, com Laços de Família, às 23h45, com Pai Herói, às 23h30, com A Indomada, a partir do capítulo 109, às 23h00 e com Caminho das Índias, às 22h50. A partir de 3 de dezembro de 2018, o canal antecipou em 30 minutos todos os horários da parte da noite, portanto, as telenovelas iriam ao ar às 23h00, 00h00 e 00h45. A partir da exibição de Chocolate com Pimenta, dois horários alternativos foram antecipados em 15 minutos (de 00h00 para 23h45 e 00h45 para 00h30). A partir da exibição de Corpo Dourado, o horário das 12h40 foi alterado para às 13h00, afetando a reapresentação da faixa das 22h50, que passou para às 13h45. Com a exibição de Caras & Bocas, o horário das 15h30 voltou a ser antecipado em quinze minutos, retornando para às 15h15 (e a reprise passando para às 0h e 23h50 nas quartas e sábados), assim como a faixa das 12h15 foi para às 12h, a das 13h passou para às 12h45, a das 14h40 voltou para às 14h30 e a faixa das 22h50 retornou para às 23h.
Atualmente o canal conta com 5 faixas de exibição de tramas brasileiras, além das três faixas originais exibidas desde sua inauguração, sendo a faixa das 12h30 inaugurada em 4 de janeiro de 2021 com a reprise de Era uma Vez.... Desde a reprise de Corpo Dourado, o início da faixa foi oficialmente movido às 13h, mas sendo adiantado para às 12h45 com o decorrer da exibição de Cara & Coroa. A quinta faixa de exibições, às 12h, inicialmente reservada para exibições especiais e comemorativas, foi oficialmente inaugurada como parte das comemorações dos 90 anos do autor Manoel Carlos, em 27 de março de 2023, com as reprises de A Sucessora e História de Amor.
Enquanto a faixa de exibição de tramas internacionais, às 20h30, teve início em 15 de março de 2022 com a exibição da telenovela mexicana Marimar, sendo encerrada em 10 de abril de 2025 com a telenovela turca O Segredo de Feriha.
Com o lançamento do Globoplay Novelas a partir de 9 de junho de 2025, o canal ganhou o reforço de mais quatro faixas de telenovelas, sendo uma de reprises nacionais, além das "batalhas temáticas" para o público escolher a próxima novela do canal, ocupando a extinta faixa especial das 12h, uma voltada as produções inéditas do Globoplay e duas estrangeiras, sendo uma mexicana e uma turca. Além disso, as cinco faixas de novelas que estavam no ar sofreram modificações, com o horário das 12h sendo adiantado para ás 11h15 (com as reprises dos capítulos indo para ás 19h20), o horário das 12h50 sendo antecipado para ás 12h (com as reprises indo para ás 18h30 e 2h55), a faixa das 14h40 indo para ás 13h50 (com as reprises indo para ás 1h20 e 8h50), a faixa das 15h30 indo para ás 14h35 (com as reprises indo para ás 0h30 e 8h) e o horário das 23h voltando para ás 23h30 (com reprises às 7h e 12h50), além das maratonas dominicais serem voltadas para a faixa das 13h50, 20h05, 22h30, 23h30, deixando de exibir os capítulos semanais da faixa das 14h35.

### Curiosidades
Em três ocasiões, títulos exibidos no Globoplay Novelas foram também substituídas por suas sucessoras nas exibições originais: em 2016, Despedida de Solteiro foi substituída por Mulheres de Areia, em 2020, Brega & Chique foi substituída por Sassaricando, e em 2023, Senhora do Destino foi substituída por América. Em apenas uma ocasião, uma novela no então canal Viva foi substituída por sua antecessora na exibição original: Em 2025, Cara & Coroa foi substituída por Quatro por Quatro.
Em apenas uma ocasião o canal exibiu duas versões de uma mesma trama. Trata-se de Sinhá Moça, de Benedito Ruy Barbosa, onde a versão de 1986 foi exibida em 2018 e a versão de 2006 foi exibida em 2024.
Em 2019, o canal apresentou a versão internacional da novela Terra Nostra, de Benedito Ruy Barbosa, exibida entre 1999 e 2000 no horário das 20h. Originalmente a trama contou com 221 capítulos, enquanto a versão apresentada exibiu 150. De maneira semelhante, em 2024, foi ao ar a versão internacional de Corpo a Corpo, que possui a mesma quantidade de capítulos da versão original, mas com algumas edições, assim como a sua substituta, Plumas e Paetês.
Até o momento, apenas quatro novelas foram exibidas duas vezes no canal: Vale Tudo, exibida em 2010 e durante as comemorações de seus 30 anos em 2018; História de Amor em 2014 e 2023 em comemoração aos 90 anos de Manoel Carlos; Roque Santeiro em 2011 e 2024; Quatro por Quatro em 2010 e 2025 em comemoração aos 15 anos do Viva.
Até o momento, apenas duas novela foram exibidas três vezes no canal: A Viagem, em 2014, entre 2020 e 2021 e em 2024, e Por Amor, que inaugurou o canal em 2010 e foi reexibida em 2017 e entre 2025 e 2026.
Até 2024, apenas duas novelas foram editadas durante a exibição pelo canal: Bebê a Bordo e a temporada 1998 de Malhação.
Até 2025, quase todas as novelas das 20h da década de 1990 foram exibidas pelo canal, exceto De Corpo e Alma, Pátria Minha e Suave Veneno e quase todas as novelas das 20h da década de 2000 foram exibidas pelo canal, exceto Esperança, Belíssima, Duas Caras e A Favorita. Entretanto, apenas De Corpo e Alma não se encontra disponível no Globoplay.
Até 2025, o canal confirmou a exibição de apenas uma novela das 21h, se tratando de Fina Estampa.

## 11h15 com reprises às 19h20
| #              | Telenovela       | Início                 | Término                | Cap.           | Autoria                                                         | Direção                                                      | Ano de exibição | Horário original | Ref.           |
| Década de 2010 | Década de 2010   | Década de 2010         | Década de 2010         | Década de 2010 | Década de 2010                                                  | Década de 2010                                               | Década de 2010  | Década de 2010   | Década de 2010 |
| -------------- | ---------------- | ---------------------- | ---------------------- | -------------- | --------------------------------------------------------------- | ------------------------------------------------------------ | --------------- | ---------------- | -------------- |
| 1              | Estrela-Guia     | 08 de abril de 2019    | 31 de julho de 2019    | 83             | Ana Maria Moretzsohn                                            | Denise Saraceni                                              | 2001            | 18h              | [ 23 ] [ 24 ]  |
| 2              | Caça Talentos    | 05 de agosto de 2019   | 07 de agosto de 2020   | 517            | Mauro Wilson, Denise Bandeira, Gilberto Loreiro, Ronaldo Santos | Carlos Magalhães                                             | 1996-1998       | 11h              | [ 25 ]         |
| Década de 2020 |                  |                        |                        |                |                                                                 |                                                              |                 |                  |                |
| 3              | A Sucessora      | 27 de março de 2023    | 18 de agosto de 2023   | 126            | Manoel Carlos                                                   | Herval Rossano, Sérgio Mattar                                | 1978-1979       | 18h              | [ 10 ]         |
| 4              | História de Amor | 21 de agosto de 2023   | 19 de abril de 2024    | 209            | Manoel Carlos                                                   | Ricardo Waddington                                           | 1995-1996       | 18h              | [ 26 ]         |
| 5              | A Viagem         | 22 de abril de 2024    | 01 de novembro de 2024 | 167            | Ivani Ribeiro                                                   | Wolf Maya                                                    | 1994            | 19h              | [ 27 ]         |
| 6              | Roque Santeiro   | 04 de novembro de 2024 | 04 de julho de 2025    | 209            | Dias Gomes                                                      | Paulo Ubiratan, Marcos Paulo, Gonzaga Blota, Jayme Monjardim | 1985–1986       | 20h              | [ 28 ]         |
| 7              | Por Amor         | 07 de julho de 2025    | Em exibição            | 190            | Manoel Carlos                                                   | Ricardo Waddington, Roberto Naar                             | 1997-1998       | 20h              | [ 29 ]         |

## 12h com reprises às 18h30 e 2h55
| #              | Telenovela           | Início                  | Término                 | Cap.           | Autoria          | Direção            | Ano de exibição | Horário original | Ref.           |
| Década de 2020 | Década de 2020       | Década de 2020          | Década de 2020          | Década de 2020 | Década de 2020   | Década de 2020     | Década de 2020  | Década de 2020   | Década de 2020 |
| -------------- | -------------------- | ----------------------- | ----------------------- | -------------- | ---------------- | ------------------ | --------------- | ---------------- | -------------- |
| 1              | Era uma Vez...       | 04 de janeiro de 2021   | 08 de julho de 2021     | 160            | Walther Negrão   | Rogério Gomes      | 1998            | 18h              | [ 30 ]         |
| 2              | Sonho Meu            | 12 de julho de 2021     | 25 de fevereiro de 2022 | 197            | Marcílio Moraes  | Reynaldo Boury     | 1993–1994       | 18h              | [ 31 ]         |
| 3              | O Beijo do Vampiro   | 28 de fevereiro de 2022 | 04 de novembro de 2022  | 215            | Antônio Calmon   | Marcos Paulo       | 2002–2003       | 19h              | [ 32 ]         |
| 4              | Coração de Estudante | 07 de novembro de 2022  | 09 de junho de 2023     | 185            | Emanuel Jacobina | Ricardo Waddington | 2002            | 18h              | [ 33 ]         |
| 5              | Corpo Dourado        | 12 de junho de 2023     | 19 de janeiro de 2024   | 191            | Antônio Calmon   | Marcos Schechtman  | 1998            | 19h              | [ 34 ]         |
| 6              | Andando nas Nuvens   | 22 de janeiro de 2024   | 06 de setembro de 2024  | 197            | Euclydes Marinho | Dennis Carvalho    | 1999            | 19h              | [ 35 ]         |
| 7              | Cara & Coroa         | 09 de setembro de 2024  | 16 de maio de 2025      | 215            | Antônio Calmon   | Wolf Maya          | 1995–1996       | 19h              | [ 36 ]         |
| 8              | Quatro por Quatro    | 19 de maio de 2025      | Em exibição             | 233            | Carlos Lombardi  | Ricardo Waddington | 1994–1995       | 19h              | [ 37 ]         |

## 13h50 com reprises às 1h50 e 8h50
| #              | Telenovela            | Início                  | Término                 | Cap.           | Autoria                                                 | Direção                                                                 | Ano de exibição | Horário original | Ref            |
| Década de 2010 | Década de 2010        | Década de 2010          | Década de 2010          | Década de 2010 | Década de 2010                                          | Década de 2010                                                          | Década de 2010  | Década de 2010   | Década de 2010 |
| -------------- | --------------------- | ----------------------- | ----------------------- | -------------- | ------------------------------------------------------- | ----------------------------------------------------------------------- | --------------- | ---------------- | -------------- |
| 1              | Por Amor              | 19 de maio de 2010      | 08 de fevereiro de 2011 | 191            | Manoel Carlos                                           | Ricardo Waddington, Roberto Naar                                        | 1997–1998       | 20h              | [ 38 ]         |
| 2              | O Rei do Gado         | 09 de fevereiro de 2011 | 28 de novembro de 2011  | 209            | Benedito Ruy Barbosa                                    | Luiz Fernando Carvalho                                                  | 1996–1997       | 20h              | [ 39 ]         |
| 3              | Barriga de Aluguel    | 01 de dezembro de 2011  | 06 de novembro de 2012  | 243            | Gloria Perez                                            | Wolf Maya                                                               | 1990–1991       | 18h              | [ 40 ]         |
| 4              | Renascer              | 07 de novembro de 2012  | 05 de setembro de 2013  | 216            | Benedito Ruy Barbosa                                    | Luiz Fernando Carvalho                                                  | 1993            | 20h              | [ 41 ] [ 42 ]  |
| 5              | A Próxima Vítima      | 09 de setembro de 2013  | 18 de junho de 2014     | 203            | Sílvio de Abreu                                         | Jorge Fernando                                                          | 1995            | 20h              | [ 43 ]         |
| 6              | A Viagem              | 14 de julho de 2014     | 24 de janeiro de 2015   | 167            | Ivani Ribeiro                                           | Wolf Maya                                                               | 1994            | 19h              | [ 44 ]         |
| 7              | Pedra sobre Pedra     | 26 de janeiro de 2015   | 22 de agosto de 2015    | 179            | Aguinaldo Silva, Ana Maria Moretzsohn, Ricardo Linhares | Paulo Ubiratan                                                          | 1992            | 20h              | [ 45 ]         |
| 8              | Cambalacho            | 24 de agosto de 2015    | 19 de março de 2016     | 179            | Sílvio de Abreu                                         | Jorge Fernando                                                          | 1986            | 19h              | [ 46 ] [ 47 ]  |
| 9              | Meu Bem, Meu Mal      | 21 de março de 2016     | 08 de outubro de 2016   | 173            | Cassiano Gabus Mendes                                   | Paulo Ubiratan                                                          | 1990–1991       | 20h              | [ 48 ]         |
| 10             | Torre de Babel        | 10 de outubro de 2016   | 03 de junho de 2017     | 203            | Sílvio de Abreu                                         | Denise Saraceni                                                         | 1998–1999       | 20h              | [ 49 ]         |
| 11             | Fera Radical          | 05 de junho de 2017     | 26 de janeiro de 2018   | 203            | Walther Negrão                                          | Gonzaga Blota                                                           | 1988            | 18h              | [ 50 ]         |
| 12             | Sinhá Moça            | 29 de janeiro de 2018   | 16 de agosto de 2018    | 172            | Benedito Ruy Barbosa                                    | Reynaldo Boury, Jayme Monjardim                                         | 1986            | 18h              | [ 51 ]         |
| 13             | Baila Comigo          | 20 de agosto de 2018    | 27 de fevereiro de 2019 | 165            | Manoel Carlos                                           | Roberto Talma                                                           | 1981            | 20h              | [ 52 ]         |
| 14             | Terra Nostra          | 28 de fevereiro de 2019 | 21 de agosto de 2019    | 150            | Benedito Ruy Barbosa                                    | Jayme Monjardim                                                         | 1999–2000       | 20h              | [ 53 ]         |
| 15             | Selva de Pedra        | 22 de agosto de 2019    | 18 de fevereiro de 2020 | 155            | Eloy Araújo Regina Braga                                | Walter Avancini, Dennis Carvalho, José Carlos Pieri, Ricardo Waddington | 1986            | 20h              | [ 54 ]         |
| Década de 2020 |                       |                         |                         |                |                                                         |                                                                         |                 |                  |                |
| 16             | Brega & Chique        | 19 de fevereiro de 2020 | 07 de setembro de 2020  | 173            | Cassiano Gabus Mendes                                   | Jorge Fernando                                                          | 1987            | 19h              | [ 55 ]         |
| 17             | Sassaricando          | 08 de setembro de 2020  | 10 de abril de 2021     | 185            | Sílvio de Abreu                                         | Cecil Thiré                                                             | 1987–1988       | 19h              | [ 56 ]         |
| 18             | O Salvador da Pátria  | 12 de abril de 2021     | 12 de novembro de 2021  | 185            | Lauro César Muniz                                       | Paulo Ubiratan, Gonzaga Blota, José Carlos Pieri, Denise Saraceni       | 1989            | 20h              | [ 57 ]         |
| 19             | Amor com Amor Se Paga | 15 de novembro de 2021  | 13 de maio de 2022      | 155            | Ivani Ribeiro                                           | Gonzaga Blota                                                           | 1984            | 18h              | [ 58 ]         |
| 20             | Pão-Pão, Beijo-Beijo  | 16 de maio de 2022      | 25 de novembro de 2022  | 167            | Walther Negrão                                          | Gonzaga Blota                                                           | 1983            | 18h              | [ 59 ]         |
| 21             | Bambolê               | 28 de novembro de 2022  | 16 de junho de 2023     | 173            | Daniel Más                                              | Wolf Maya                                                               | 1987–1988       | 18h              | [ 60 ]         |
| 22             | O Sexo dos Anjos      | 19 de junho de 2023     | 30 de novembro de 2023  | 142            | Ivani Ribeiro                                           | Roberto Talma                                                           | 1989–1990       | 18h              | [ 61 ]         |
| 23             | Direito de Amar       | 04 de dezembro de 2023  | 21 de junho de 2024     | 173            | Walther Negrão                                          | Jayme Monjardim                                                         | 1987            | 18h              | [ 62 ]         |
| 24             | Corpo a Corpo         | 24 de junho de 2024     | 17 de janeiro de 2025   | 179            | Gilberto Braga                                          | Dennis Carvalho                                                         | 1984–1985       | 20h              | [ 63 ]         |
| 25             | Plumas e Paetês       | 20 de janeiro de 2025   | 29 de agosto de 2025    | 191            | Cassiano Gabus Mendes, Silvio de Abreu                  | Jardel Mello                                                            | 1980–1981       | 19h              | [ 65 ]         |
| 26             | Hipertensão           | 01 de setembro de 2025  | A estrear               | 167            | Ivani Ribeiro                                           | Wolf Maya                                                               | 1986–1987       | 19h              | [ 66 ]         |

## 14h35 com reprises às 0h30 e 8h
| #              | Telenovela            | Início                  | Término                 | Cap.           | Autoria                                               | Direção                          | Ano de exibição | Horário original | Ref                  |
| Década de 2010 | Década de 2010        | Década de 2010          | Década de 2010          | Década de 2010 | Década de 2010                                        | Década de 2010                   | Década de 2010  | Década de 2010   | Década de 2010       |
| -------------- | --------------------- | ----------------------- | ----------------------- | -------------- | ----------------------------------------------------- | -------------------------------- | --------------- | ---------------- | -------------------- |
| 1              | Quatro por Quatro     | 19 de maio de 2010      | 08 de abril de 2011     | 233            | Carlos Lombardi                                       | Ricardo Waddington               | 1994–1995       | 19h              | [ 67 ]               |
| 2              | Vamp                  | 11 de abril de 2011     | 16 de dezembro de 2011  | 179            | Antonio Calmon                                        | Jorge Fernando                   | 1991–1992       | 19h              | [ 68 ]               |
| 3              | Top Model             | 19 de dezembro de 2011  | 19 de setembro de 2012  | 197            | Walther Negrão Antonio Calmon                         | Roberto Talma                    | 1989–1990       | 19h              | [ 69 ]               |
| 4              | Felicidade            | 24 de setembro de 2012  | 04 de julho de 2013     | 203            | Manoel Carlos                                         | Denise Saraceni                  | 1991–1992       | 18h              | [ 70 ]               |
| 5              | Anjo Mau              | 08 de julho de 2013     | 06 de março de 2014     | 173            | Maria Adelaide Amaral                                 | Denise Saraceni Carlos Manga     | 1997–1998       | 18h              | [ 71 ]               |
| 6              | História de Amor      | 10 de março de 2014     | 07 de novembro de 2014  | 209            | Manoel Carlos                                         | Ricardo Waddington               | 1995–1996       | 18h              | [ 72 ]               |
| 7              | Tropicaliente         | 10 de novembro de 2014  | 23 de junho de 2015     | 194            | Walther Negrão                                        | Gonzaga Blota                    | 1994            | 18h              | [ 73 ]               |
| 8              | Despedida de Solteiro | 29 de junho de 2015     | 24 de fevereiro de 2016 | 207            | Walther Negrão                                        | Reynaldo Boury                   | 1992–1993       | 18h              | [ 74 ] [ 75 ] [ 76 ] |
| 9              | Mulheres de Areia     | 29 de fevereiro de 2016 | 22 de outubro de 2016   | 203            | Ivani Ribeiro                                         | Wolf Maya                        | 1993            | 18h              | [ 77 ] [ 78 ]        |
| 10             | A Gata Comeu          | 24 de outubro de 2016   | 28 de abril de 2017     | 160            | Ivani Ribeiro                                         | Herval Rossano                   | 1985            | 18h              | [ 79 ] [ 80 ]        |
| 11             | Tieta                 | 01 de maio de 2017      | 15 de dezembro de 2017  | 197            | Aguinaldo Silva Ana Maria Moretzsohn Ricardo Linhares | Paulo Ubiratan                   | 1989–1990       | 20h              | [ 82 ]               |
| 12             | Bebê a Bordo          | 15 de janeiro de 2018   | 15 de junho de 2018     | 131            | Carlos Lombardi                                       | Roberto Talma                    | 1988–1989       | 19h              | [ 1 ] [ 51 ]         |
| 13             | Vale Tudo             | 18 de junho de 2018     | 08 de fevereiro de 2019 | 203            | Gilberto Braga Aguinaldo Silva Leonor Bassères        | Dennis Carvalho                  | 1988–1989       | 20h              | [ 83 ]               |
| 14             | Porto dos Milagres    | 11 de fevereiro de 2019 | 04 de outubro de 2019   | 203            | Aguinaldo Silva Ricardo Linhares                      | Marcos Paulo                     | 2001            | 20h              | [ 84 ]               |
| 15             | Cabocla               | 07 de outubro de 2019   | 17 de abril de 2020     | 167            | Benedito Ruy Barbosa                                  | Ricardo Waddington               | 2004            | 18h              | [ 85 ]               |
| Década de 2020 |                       |                         |                         |                |                                                       |                                  |                 |                  |                      |
| 16             | Chocolate com Pimenta | 20 de abril de 2020     | 18 de dezembro de 2020  | 209            | Walcyr Carrasco                                       | Jorge Fernando                   | 2003–2004       | 18h              |                      |
| 17             | A Viagem              | 21 de dezembro de 2020  | 02 de julho de 2021     | 167            | Ivani Ribeiro                                         | Wolf Maya                        | 1994            | 19h              | [ 86 ]               |
| 18             | Paraíso Tropical      | 05 de julho de 2021     | 28 de janeiro de 2022   | 179            | Gilberto Braga Ricardo Linhares                       | Dennis Carvalho                  | 2007            | 20h              | [ 31 ]               |
| 19             | Alma Gêmea            | 31 de janeiro de 2022   | 21 de outubro de 2022   | 227            | Walcyr Carrasco                                       | Jorge Fernando                   | 2005–2006       | 18h              | [ 32 ]               |
| 20             | Força de um Desejo    | 24 de outubro de 2022   | 13 de julho de 2023     | 226            | Gilberto Braga Alcides Nogueira                       | Marcos Paulo                     | 1999–2000       | 18h              | [ 87 ]               |
| 21             | Escrito nas Estrelas  | 17 de julho de 2023     | 29 de dezembro de 2023  | 143            | Elizabeth Jhin                                        | Rogério Gomes                    | 2010            | 18h              | [ 88 ]               |
| 22             | Sinhá Moça            | 01 de janeiro de 2024   | 02 de agosto de 2024    | 185            | Benedito Ruy Barbosa                                  | Ricardo Waddington Rogério Gomes | 2006            | 18h              | [ 89 ]               |
| 23             | Cobras & Lagartos     | 05 de agosto de 2024    | 28 de fevereiro de 2025 | 179            | João Emanuel Carneiro                                 | Wolf Maya                        | 2006            | 19h              | [ 90 ]               |
| 24             | Caras & Bocas         | 03 de março de 2025     | Em exibição             | 232            | Walcyr Carrasco                                       | Jorge Fernando                   | 2009–2010       | 19h              | [ 91 ]               |

## 20h05 com reprises às 3h45 e 15h25
| #              | Telenovela     | Início              | Término        | Cap.           | Autoria        | Direção        | Ano de exibição | Horário original | Ref.           |
| Década de 2020 | Década de 2020 | Década de 2020      | Década de 2020 | Década de 2020 | Década de 2020 | Década de 2020 | Década de 2020  | Década de 2020   | Década de 2020 |
| -------------- | -------------- | ------------------- | -------------- | -------------- | -------------- | -------------- | --------------- | ---------------- | -------------- |
| 1              | Além do Tempo  | 09 de junho de 2025 | Em exibição    | 161            | Elizabeth Jhin | Rogério Gomes  | 2015–2016       | 18h              | [ 92 ]         |

## 22h40 com reprises às 16h30
| #              | Telenovela        | Início               | Término              | Cap.           | Autoria                         | Direção        | Ano de exibição | Horário original | Ref.           |
| Década de 2020 | Década de 2020    | Década de 2020       | Década de 2020       | Década de 2020 | Década de 2020                  | Década de 2020 | Década de 2020  | Década de 2020   | Década de 2020 |
| -------------- | ----------------- | -------------------- | -------------------- | -------------- | ------------------------------- | -------------- | --------------- | ---------------- | -------------- |
| 1              | Guerreiros do Sol | 11 de junho de 2025  | 12 de agosto de 2025 | 45             | George Moura, Sergio Goldenberg | Rogério Gomes  | 2025            | [ a ]            | [ 5 ]          |
| 2              | Fina Estampa      | 18 de agosto de 2025 | Em exibição          | 185            | Aguinaldo Silva                 | Wolf Maia      | 2011–2012       | 21h              | [ 93 ]         |

## 23h30 com reprises às 7h e 12h50
| #              | Telenovela           | Início                  | Término                 | Cap.           | Autoria                                               | Direção                                      | Ano de exibição | Horário original | Ref.            |
| Década de 2010 | Década de 2010       | Década de 2010          | Década de 2010          | Década de 2010 | Década de 2010                                        | Década de 2010                               | Década de 2010  | Década de 2010   | Década de 2010  |
| -------------- | -------------------- | ----------------------- | ----------------------- | -------------- | ----------------------------------------------------- | -------------------------------------------- | --------------- | ---------------- | --------------- |
| 1              | Vale Tudo            | 04 de outubro de 2010   | 15 de julho de 2011     | 204            | Gilberto Braga Aguinaldo Silva Leonor Bassères        | Dennis Carvalho                              | 1988–1989       | 20h              | [ 94 ]          |
| 2              | Roque Santeiro       | 18 de julho de 2011     | 04 de maio de 2012      | 209            | Dias Gomes Aguinaldo Silva                            | Paulo Ubiratan                               | 1985–1986       | 20h              | [ 95 ]          |
| 3              | Que Rei Sou Eu?      | 07 de maio de 2012      | 18 de janeiro de 2013   | 185            | Cassiano Gabus Mendes                                 | Jorge Fernando                               | 1989            | 19h              | [ 96 ]          |
| 4              | Rainha da Sucata     | 21 de janeiro de 2013   | 26 de setembro de 2013  | 179            | Sílvio de Abreu                                       | Jorge Fernando                               | 1990            | 20h              | [ 97 ]          |
| 5              | Água Viva            | 30 de setembro de 2013  | 05 de abril de 2014     | 160            | Gilberto Braga Manoel Carlos                          | Paulo Ubiratan Roberto Talma                 | 1980            | 20h              | [ 98 ] [ 99 ]   |
| 6              | Dancin' Days         | 07 de abril de 2014     | 25 de outubro de 2014   | 174            | Gilberto Braga                                        | Daniel Filho                                 | 1978–1979       | 20h              | [ 100 ]         |
| 7              | O Dono do Mundo      | 27 de outubro de 2014   | 12 de junho de 2015     | 197            | Gilberto Braga                                        | Dennis Carvalho                              | 1991–1992       | 20h              | [ 101 ]         |
| 8              | Fera Ferida          | 15 de junho de 2015     | 13 de fevereiro de 2016 | 210            | Aguinaldo Silva Ana Maria Moretzsohn Ricardo Linhares | Dennis Carvalho Marcos Paulo                 | 1993–1994       | 20h              | [ 102 ] [ 103 ] |
| 9              | Laços de Família     | 15 de fevereiro de 2016 | 14 de outubro de 2016   | 209            | Manoel Carlos                                         | Ricardo Waddington                           | 2000–2001       | 20h              | [ 104 ] [ 105 ] |
| 10             | Pai Herói            | 17 de outubro de 2016   | 06 de maio de 2017      | 174            | Janete Clair                                          | Roberto Talma Walter Avancini, Gonzaga Blota | 1979            | 20h              | [ 106 ]         |
| 11             | Por Amor             | 08 de maio de 2017      | 15 de dezembro de 2017  | 191            | Manoel Carlos                                         | Ricardo Waddington Paulo Ubiratan            | 1997–1998       | 20h              | [ 81 ]          |
| 12             | O Fim do Mundo       | 18 de dezembro de 2017  | 26 de janeiro de 2018   | 35             | Dias Gomes                                            | Paulo Ubiratan,Gonzaga Blota                 | 1996            | 20h              | [ 81 ]          |
| 13             | Explode Coração      | 29 de janeiro de 2018   | 27 de julho de 2018     | 155            | Gloria Perez                                          | Dennis Carvalho                              | 1995–1996       | 20h              | [ 51 ]          |
| 14             | A Indomada           | 30 de julho de 2018     | 22 de março de 2019     | 203            | Aguinaldo Silva Ricardo Linhares                      | Marcos Paulo                                 | 1997            | 20h              | [ 107 ]         |
| 15             | O Cravo e a Rosa     | 25 de março de 2019     | 06 de dezembro de 2019  | 221            | Walcyr Carrasco Mário Teixeira                        | Dennis Carvalho Walter Avancini              | 2000–2001       | 18h              | [ 84 ]          |
| 16             | O Clone              | 09 de dezembro de 2019  | 21 de agosto de 2020    | 221            | Gloria Perez                                          | Jayme Monjardim                              | 2001–2002       | 20h              | [ 108 ]         |
| Década de 2020 |                      |                         |                         |                |                                                       |                                              |                 |                  |                 |
| 17             | Mulheres Apaixonadas | 24 de agosto de 2020    | 16 de abril de 2021     | 203            | Manoel Carlos                                         | Ricardo Waddington                           | 2003            | 20h              | [ 109 ]         |
| 18             | Da Cor do Pecado     | 19 de abril de 2021     | 19 de novembro de 2021  | 185            | João Emanuel Carneiro                                 | Denise Saraceni                              | 2004            | 19h              | [ 110 ]         |
| 19             | Páginas da Vida      | 22 de novembro de 2021  | 15 de julho de 2022     | 203            | Manoel Carlos                                         | Jayme Monjardim                              | 2006–2007       | 20h              | [ 58 ]          |
| 20             | Caminho das Índias   | 18 de julho de 2022     | 10 de março de 2023     | 203            | Gloria Perez                                          | Marcos Schechtman                            | 2009            | 20h              | [ 59 ]          |
| 21             | Senhora do Destino   | 13 de março de 2023     | 24 de novembro de 2023  | 221            | Aguinaldo Silva                                       | Wolf Maya                                    | 2004–2005       | 20h              | [ 111 ]         |
| 22             | América              | 27 de novembro de 2023  | 19 de julho de 2024     | 203            | Gloria Perez                                          | Jayme Monjardim Marcos Schechtman            | 2005            | 20h              | [ 14 ]          |
| 23             | Viver a Vida         | 22 de julho de 2024     | 21 de março de 2025     | 209            | Manoel Carlos                                         | Jayme Monjardim                              | 2009–2010       | 20h              | [ 112 ]         |
| 24             | Celebridade          | 24 de março de 2025     | Em exibição             | 221            | Gilberto Braga                                        | Dennis Carvalho                              | 2003–2004       | 20h              | [ 113 ]         |

## Telenovelas internacionais
| Horário   | Telenovela              | Início                 | Término                | Cap. | Autoria                                            | Direção                        | Ano de exibição | País    | Emissora original | Ref.                    |
| --------- | ----------------------- | ---------------------- | ---------------------- | ---- | -------------------------------------------------- | ------------------------------ | --------------- | ------- | ----------------- | ----------------------- |
| 1h30      | Verdades Não Ditas      | 07 de janeiro de 2020  | 25 de maio de 2020     | 33   | Rahşan Çiğdem İnan Barış Pirhasan Selim Demirdelen | Selim Demirdelen Berat Özdoğan | 2017            | Turquia | Fox               | [ 114 ]                 |
| 1h30      | Novamente Apaixonados   | 26 de maio de 2020     | 30 de julho de 2020    | 47   | Ersoy Güler Ramazan Demirli Gülbike Sonay Üte      | Ersoy Güler                    | 2015–2016       | Turquia | Fox               | [ 115 ] [ 116 ] [ 117 ] |
| 20h30     | Marimar                 | 15 de março de 2022    | 24 de junho de 2022    | 149  | Carlos Romero                                      | Beatriz Sheridan               | 1994            | México  | Las Estrellas     | [ 118 ]                 |
| 20h30     | A Usurpadora            | 27 de junho de 2022    | 15 de novembro de 2022 | 102  | Carlos Romero                                      | Beatriz Sheridan               | 1998            | México  | Las Estrellas     | [ 119 ]                 |
| 20h30     | Maria do Bairro         | 16 de novembro de 2022 | 25 de março de 2023    | 185  | Carlos Romero Alberto Gomez                        | Beatriz Sheridan               | 1995–1996       | México  | Las Estrellas     | [ 121 ]                 |
| 20h30     | Amar a Morte            | 27 de março de 2023    | 25 de julho de 2023    | 87   | Leonardo Padrón                                    | Joe Rendon Carlos Cock         | 2018–2019       | México  | Las Estrellas     | [ 122 ]                 |
| 20h30     | Cair Em Tentação        | 26 de julho de 2023    | 15 de dezembro de 2023 | 103  | Leonardo Bechini Óscar Tabernise                   | Eric Morales Juan Pablo Blanco | 2017–2018       | México  | Las Estrellas     | [ 123 ]                 |
| 20h30     | Fatmagul                | 18 de dezembro de 2023 | 08 de agosto de 2024   | 169  | Ece Yörenç Melek Gençoğlu                          | Hilal Saral                    | 2010–2012       | Turquia | Kanal D           | [ 11 ]                  |
| 20h30     | O Segredo de Feriha     | 12 de agosto de 2024   | 10 de abril de 2025    | 174  | Melis Civelek Sırma Yanık                          | Merve Girgin Barış Yöş         | 2011–2012       | Turquia | Show TV           | [ 124 ]                 |
| 20h55     | O Amor Invencível       | 9 de junho de 2025     | Em exibição            | 80   | Juan Osorio                                        | Eric Morales                   | 2023            | México  | Las Estrellas     | [ 125 ]                 |
| 21h45     | Hercai: Amor e Vingança | 9 de junho de 2025     | Em exibição            | 256  | Eda Tezcan Feraye Şahin                            | Cem Karcı Benal Tahiri         | 2019–2021       | Turquia | ATV               | [ 125 ]                 |
| A definir | Leyla                   | A estrear              | A estrear              | —    | Yılmaz Sahin                                       | Hilal Saral                    | 2024–2025       | Turquia | Now               | [ 126 ]                 |

## Viva Fast
| Horário                  | Telenovela            | Início                 | Término                 | Cap.         | Autoria               | Direção                         | Ano de exibição | Horário original | Ref.         |
| Viva 70 Fast             | Viva 70 Fast          | Viva 70 Fast           | Viva 70 Fast            | Viva 70 Fast | Viva 70 Fast          | Viva 70 Fast                    | Viva 70 Fast    | Viva 70 Fast     | Viva 70 Fast |
| ------------------------ | --------------------- | ---------------------- | ----------------------- | ------------ | --------------------- | ------------------------------- | --------------- | ---------------- | ------------ |
| 1                        | Dancin' Days          | 27 de novembro de 2023 | 26 de julho de 2024     | 174          | Gilberto Braga        | Daniel Filho                    | 1978-79         | 20h              | [ 127 ]      |
| 2                        | A Sucessora           | 27 de novembro de 2023 | 20 de maio de 2024      | 126          | Manoel Carlos         | Herval Rossano                  | 1978-79         | 18h              | [ 127 ]      |
| 3                        | Locomotivas           | 27 de novembro de 2023 | 19 de julho de 2024     | 168          | Cassiano Gabus Mendes | Régis Cardoso                   | 1977            | 19h              | [ 127 ]      |
| 4                        | Escrava Isaura        | 21 de maio de 2024     | 07 de outubro de 2024   | 100          | Gilberto Braga        | Herval Rossano Milton Gonçalves | 1976-77         | 18h              | [ 128 ]      |
| 5                        | O Espigão             | 22 de julho de 2024    | 13 de fevereiro de 2025 | 149          | Dias Gomes            | Régis Cardoso                   | 1974            | 22h              | [ 129 ]      |
| 6                        | Marron Glacé          | 29 de julho de 2024    | 04 de abril de 2025     | 180          | Cassiano Gabus Mendes | Gonzaga Blota                   | 1979-80         | 19h              | [ 129 ]      |
| 7                        | Pecado Capital        | 08 de outubro de 2024  | 18 de abril de 2025     | 166          | Janete Clair          | Daniel Filho                    | 1975-76         | 20h              | [ 130 ]      |
| Viva 80 Fast / Viva Fast |                       |                        |                         |              |                       |                                 |                 |                  |              |
| 1                        | Baila Comigo          | 27 de novembro de 2023 | 12 de julho de 2024     | 165          | Manoel Carlos         | Roberto Talma                   | 1981            | 20h              | [ 127 ]      |
| 2                        | Amor com Amor Se Paga | 27 de novembro de 2023 | 28 de junho de 2024     | 155          | Ivani Ribeiro         | Gonzaga Blota                   | 1984            | 18h              | [ 127 ]      |
| 3                        | Fera Radical          | 27 de novembro de 2023 | 06 de setembro de 2024  | 203          | Walther Negrão        | Gonzaga Blota                   | 1988            | 18h              | [ 127 ]      |
| 4                        | Sassaricando          | 27 de novembro de 2023 | 09 de agosto de 2024    | 185          | Sílvio de Abreu       | Cecil Thiré                     | 1987-88         | 19h              | [ 127 ]      |
| 5                        | Pão-Pão, Beijo-Beijo  | 01 de julho de 2024    | 16 de fevereiro de 2025 | 167          | Walther Negrão        | Gonzaga Blota                   | 1983            | 18h              | [ 131 ]      |
| 6                        | Selva de Pedra        | 15 de julho de 2024    | 14 de fevereiro de 2025 | 155          | Regina Braga          | Dennis Carvalho                 | 1986            | 20h              | [ 131 ]      |
| 7                        | Brega & Chique        | 12 de agosto de 2024   | 09 de abril de 2025     | 173          | Cassiano Gabus Mendes | Jorge Fernando                  | 1987            | 19h              | [ 132 ]      |
| 8                        | Água Viva             | 09 de setembro de 2024 | 18 de abril de 2025     | 160          | Gilberto Braga        | Paulo Ubiratan                  | 1980            | 20h              | [ 132 ]      |

## Mudanças
Em 28 de maio de 2013, o canal decidiu alterar a exibição de Pecado Capital, anunciada meses antes, por Anjo Mau, devido as reclamações do público. Em 30 de junho de 2014, novamente Pecado Capital foi escolhida e, igualmente como no ano anterior, o público rejeitou a sua exibição, fazendo com que o canal exibisse em seu lugar Tropicaliente, escolhida por meio de uma enquete.
Já em 3 de maio de 2018, o canal decidiu por trocar a reprise de Roda de Fogo por A Indomada, telenovela de 1997, para substituir Explode Coração. Em maio de 2019, o canal anunciou a reapresentação de Chocolate com Pimenta, entretanto, a direção deu preferência para a segunda versão de Cabocla poucos meses antes da estreia em outubro. Chocolate com Pimenta acabou por suceder Cabocla a partir de abril do ano seguinte. No dia 7 de janeiro de 2020, o canal trocou a reprise da primeira versão de Ti Ti Ti por sua antes descartada Brega & Chique de 1987 que ganha sua exibição em fevereiro de 2020. O retorno de Brega & Chique já havia sido cogitado e confirmado pelo canal em 2018, porém terminou descartado na época.
No dia 20 de julho de 2020, o canal teria anunciado uma reprise de Força de um Desejo, como substituta de Chocolate com Pimenta. No entanto, a novela foi preterida por uma reapresentação de A Viagem, exibida anteriormente no ano de 2014. Esta a segunda vez que a novela é preterida, tendo sido trocada, em fevereiro de 2019, pela edição internacional de Terra Nostra como substituta de Baila Comigo, a apenas 52 dias da pretendida estreia. Força de Um Desejo acabou sucedendo a exibição de Alma Gêmea em 2022.
Em dezembro de 2020, três títulos haviam sido potencialmente cogitados para exibição no canal em 2021: Cara & Coroa como substituta da re-reprise de A Viagem; Locomotivas como substituta de O Salvador da Pátria; e Alma Gêmea como sucessora de Da Cor do Pecado. Cara & Coroa foi preterida por Paraíso Tropical, anunciada a apenas 23 dias da estreia, devido a problemas com direitos autorais, enquanto Amor com Amor Se Paga e Páginas da Vida preencheram os horários originalmente cotados para Locomotivas e Alma Gêmea. No caso da primeira, um dos motivos para o seu cancelamento é o péssimo estado de conservação das fitas, prejudicando alguns capítulos da história. Alma Gêmea acabou por suceder Paraíso Tropical em 2022. Uma situação semelhante a de Cara & Coroa ocorreu com a 16ª temporada de Malhação, que não foi liberada a tempo, forçando o canal a exibir uma reprise da 15ª temporada em capítulos duplos. A trama que estava prevista para ser reprisada em 21 de setembro de 2020, acabou indo ao ar no dia 4 de maio de 2021. Cara & Coroa só seria finalmente reapresentada em setembro de 2024, sucedendo Andando nas Nuvens, após os trâmites burocráticos serem resolvidos.
O canal chegou a anunciar em maio de 2023 a exibição de Malhação.com como a substituta da 4.ª temporada. No entanto, no dia 23 do mesmo mês, a emissora anunciou em esclarecimento aos telespectadores a suspensão da reprise, prevista para 1.° de junho, devido a perda de material, inclusive dos capítulos ao vivo, o que prejudicaria o andamento da história, transferindo a novela para o Globoplay em 2024, com os capítulos disponíveis para exibição. Em seu lugar, a emissora optou por cancelar a faixa, cobrindo seu espaço com as reprises das séries humorísticas como Os Trapalhões e Tapas & Beijos.
Em 2024, Salsa e Merengue era dada como certa para substituir Cara & Coroa em 2025, no entanto acabou sendo preterida pela re-reprise de Quatro por Quatro feita em comemoração dos 15 anos da reprise quando inaugurou o canal em 2010.